# کریستن تورسنس
کریستن تورسنس (انگلیسی: Kristen Thorsness؛ زادهٔ ۱۰ مارس ۱۹۶۰) قایقران روئینگ اهل ایالات متحده آمریکا بود.
وی در مسابقات کشوری و بین‌المللی در مجموع برندهٔ ۱ مدال طلا، ۱ مدال نقره شده‌است.